# Oscylacje neutrin
Oscylacje neutrin – zjawisko zaproponowane, aby wyjaśnić zbyt małą liczbę neutrin pochodzących ze Słońca obserwowanych na Ziemi (tzw. problem neutrin słonecznych).
Zjawisko oscylacji cząstek jest typowe dla mechaniki kwantowej. Podobnemu procesowi podlega np. mezon K.
Zjawisko oscylacji neutrin po raz pierwszy zaproponował Bruno Pontecorvo. Fakt zaobserwowania oscylacji neutrin był ostatecznym dowodem na to, że neutrina mają masę.

## Wyjaśnienie teoretyczne
Liczba neutrin słonecznych obserwowanych w detektorach neutrin, takich jak Super-Kamiokande, jest trzy razy mniejsza od oczekiwanej wartości wyliczonej teoretycznie.
Aby to wyjaśnić, zaproponowano teorię, zgodnie z którą każdy stan zapachowy neutrina może przejść w inny stan na skutek propagacji. W ziemskich detektorach rejestrowane są tylko neutrina elektronowe, zatem ich liczba obserwowana na Ziemi będzie rzeczywiście trzy razy mniejsza, gdyż istnieją trzy rodzaje neutrin i statystycznie tylko jedna trzecia z nich będzie neutrinami elektronowymi.
Aby takie zjawisko mogło zachodzić, neutrina muszą mieć masę różną od zera. Ponieważ istnieją trzy stany zapachowe neutrin, należy przyjąć, że istnieją także trzy stany masowe, odpowiadające masom neutrin, jednak dopuszcza się czasami istnienie tak zwanych neutrin sterylnych. Kwantowa teoria pola dopuszcza, żeby stany zapachowe nie pokrywały się dokładnie ze stanami masowymi. Oznaczmy przez {\displaystyle |\nu _{\alpha }\rangle } stany zapachowe, a przez {\displaystyle |\nu _{i}\rangle } stany masowe. Zachodzi wówczas:
{\displaystyle |\nu _{\alpha }\rangle =U_{\alpha i}|\nu _{i}\rangle }
Macierz {\displaystyle U} jest nazywana macierzą mieszania, gdyż określa ona, jak mocno „zmieszane” są stany neutrin (gdyby była macierzą jednostkową, stany nie byłyby zmieszane i nie byłoby oscylacji). Biorąc pewien stan zapachowy, np. neutrina elektronowego i dokonując translacji w czasie i przestrzeni otrzymamy nowy stan, który będzie liniową kombinacją stanów zapachowych. Kwadraty modułów współczynników przy określonym stanie będą prawdopodobieństwem detekcji neutrina o danym zapachu. Należy podkreślić fakt, że stany zapachowe nie są poprawnie określonymi stanami, a jedynie ułatwiają rachunki.
Macierz {\displaystyle U} nazywa się nieformalnie macierzą MNS (Makiego–Nakagawy–Sakaty). Jest ona analogiczna do macierzy CKM występującej w sektorze kwarkowym modelu standardowego.